# 别尔沙科沃农村居民点
别尔沙科沃农村居民点（俄语：Бершаковское сельское поселение）是俄罗斯联邦别尔哥罗德州舍别基诺区所属的一个农村居民点。其下辖有7个居民点，行政中心为别尔沙科沃。据2016年统计，该农村居民点的人口为2103人。